# Universidad Técnica de Lisboa
La Universidade Técnica de Lisboa es una universidad portuguesa con sede en Lisboa. Fue creada en 1930 con la unificación de cuatro escuelas ya existentes, la Escuela Superior de Medicina Veterinaria, actual Facultad de Medicina Veterinaria, el Instituto Superior de Agrónomos, el Instituto superior de Ciencias Económicas y Financieras (actual Instituto superior de economía y gestión) y el Instituto Superior Técnico. Posteriormente se unirían tres nuevos establecimientos educativos, la facultad de Ciencias Sociales y Políticas, el Instituto Superior de Educación Física y la Facultad de Arquitectura, que se unió en 1979. 
En sus escuelas, la UTL cuenta con más de 22.620 alumnos de licenciatura y 2100 de diplomatura, movilizando un presupuesto de 170 millones de euros anuales. En la universidad se imparten 50 licenciaturas, 88 diplomaturas, 49 áreas de doctorado, 42 posgrados y dos cursos de especialización.
Esta Universidad contempla las siguientes escuelas:
- Facultad de Medicina Veterinária
- Instituto Superior de Agronomía
- Instituto Superior de Economía e Gestión
- Instituto Superior Técnico
- Instituto Superior de Ciencias Sociales e Políticas
- Facultad de Motricidad Humana
- Facultad de Arquitectura

En 2012 fue fundida con la Universidad de Lisboa.

## El Palacio Centeno
El rectorado de la UTL se encuentra desde el 21 de junio de 1983 en el palacio llamado Açafatas da Rainha.
Este Palacio, cuya construcción data probablemente de finales del siglo XVII o principios del siglo XVIII, fue mandado a construir por la reina Catalina de Braganza, tras su regreso a Portugal, después de la muerte de su marido Carlos II en 1685. El palacio estaba destinado a sus azafatas. Se encuentra próximo a la residencia de la reina, el Palacio de Bemposta. Todavía existen vestígios del túnel que los comunicaba.
Con el paso de los años, el palacio sufrió algunas modificaciones siendo las más significativas las realizadas después de su adquisición por parte de la familia Centeno, a finales del siglo XIX, de donde heredó el nombre por el cual es hoy conocido.
El interior es rico en azulejos del siglo XVIII, considerados como ejemplares de gran interés en la historia de la azulejería portuguesa y, los techos de las salas nobles están decorados con pinturas de gran delicadeza, de cuño marcadamente decimonónico, atribuidos a Bigaglia.